# Anna Tjakvetadze
Anna Djambulijevna Tjakvetadze (russisk: Анна Джамбулиевна Чакветадзе tr. Anna Djambulijevna Tjakvetadse ; født 5. marts 1987 i Moskva) er en kvindelig russisk professionel tennisspiller med georgiske aner.